# Ulrike Schild
Ulrike Schild (* 1958) ist eine deutsche Sozialpädagogin, Redakteurin und Moderatorin des Evangeliums-Rundfunks und Autorin sowie Sprecherin zahlreicher christlicher Hörspiele und Hörbücher.

## Leben
Nach einer sozialpädagogischen Ausbildung besuchte Ulrike Schild die Bibelschule Wiedenest, bevor sie in den 1980er Jahren Redakteurin beim ERF wurde.
Beim Nostalgiekonzert Unvergessen – Lieder, die bleiben mit christlichen Sängerinnen und Sängern der 50er und 60er Jahre wie Doris Loh, Henner Gladen, Christiane, Christel Menzel-Schrebkowski oder Elsa & Ernst August Eicker, veranstaltet von ERF Medien und Gerth Medien, wirkte Ulrike Schild neben Stephan Steinseifer als Moderatorin mit.

## Werke

### Hörspiele
| Jahr | Titel                                 | Verlag     |
| ---- | ------------------------------------- | ---------- |
| 1988 | Nächte an der Grenze                  | ERF-Verlag |
| 1988 | Hudson Taylor – Der Abenteurer Gottes | ERF-Verlag |
| 1988 | Tal der Liebe                         | ERF-Verlag |
| 1988 | Der ängstliche kleine Spatz           | ERF-Verlag |
| 1988 | Der Mann mit der Laterne              | ERF-Verlag |
| 1988 | Mutig voran, Nehemia!                 | ERF-Verlag |
| 1988 | Die Schuldkiste                       | ERF-Verlag |
| 1989 | Der kleine Großherzog                 | ERF-Verlag |
| 1989 | Nächte an der Grenze                  | ERF-Verlag |

### Ratgeber
In Form von Hörspielen oder aber auch erzählten Erfahrungsberichten, veröffentlichte Ulrike Schild einige Ratgeber-Kassetten für junge Heranwachsende.
| Jahr | Titel                                    | Verlag     |
| ---- | ---------------------------------------- | ---------- |
| 1988 | Nur in sein                              | ERF-Verlag |
| 1988 | Mit 14 ist das Leben gar nicht so leicht | ERF-Verlag |
| 1994 | Rank und schlank – aber krank            | ERF-Verlag |

### Mitwirkung
Ulrike Schild wirkte neben anderen Sprechern wie Hanno Herzler, Eckart zur Nieden und Andreas Malessa bei einer Reihe von Hörbüchern sowie anderen Projekten mit.
| Jahr | Titel                           | Autor                  | Art                                                 | Verlag                              |
| ---- | ------------------------------- | ---------------------- | --------------------------------------------------- | ----------------------------------- |
| 1988 | Komm, mach mit!                 | Ulrike Schild          | 2 Radiosendungen des Kinderprogramms „Sing mit uns“ | ERF-Verlag                          |
| 1989 | 44 Gute-Nacht-Geschichten       |                        | Konzept mit Gute-Nacht-Geschichten                  | Hänssler Music                      |
| 1990 | Biggi – Eine von der Reeperbahn | Michael Ackermann      | Hörbuch                                             | ERF-Verlag; R. Brockhaus Verlag     |
| 2000 | Von Philosophen und Teddybären  | Eckart zur Nieden      | Hörbuch                                             | ERF-Verlag                          |
| 2000 | Der Rhetorik-Trainer            | Rolf-Dieter Wiedenmann | Hörbuch                                             | ERF-Verlag; SCM R. Brockhaus Verlag |
| 2001 | Um Himmels Willen...            | Ulrike Schild          | Konzept                                             | ERF-Verlag                          |
| 2001 | Blessed                         | Choir In Action        | Musikkonzept                                        | ERF-Verlag                          |
| 2004 | Martin Luther King              | Andreas Malessa        | Konzept                                             | ERF-Verlag                          |

### Bücher
| Jahr | Titel               | Untertitel                          | Verlag                            |
| ---- | ------------------- | ----------------------------------- | --------------------------------- |
| 2000 | Allein geht man ein | Einsamkeit erleben und bewältigen   | Joh. Brendow & Sohn Verlag        |
| 2004 | Lebst du schon      | Von der Sehnsucht wirklich zu leben | Verlag der St. Johannis Druckerei |

## Weblink
- Werke von Ulrike Schild in der Deutschen Nationalbibliothek